# Суарес-Вальгранде, Хесус
Хесус Суарес-Вальгранде Диас (исп. Jesús Suárez-Valgrande Díaz; 9 января 1912, Хихон, Овьедо — 27 декабря 1997, Овьедо, Астурия) — испанский лыжник, спортивный функционер. Участник зимних Олимпийских игр 1936 года.

## Биография
Хесус Суарес-Вальгранде родился 9 января 1912 года в испанском городе Хихон.
Впоследствии с семьёй поселился в районе Вальгранде. Название этого места он впоследствии присоединил к фамилии.
В 1935 году впервые выиграл чемпионат Испании по лыжным гонкам, всего в карьере завоевав этот титул семь раз — в последний в 1945 году.
В 1936 году вошёл в состав сборной Испании на зимних Олимпийских играх в Гармиш-Партенкирхене. На дистанции 18 км занял 63-е место, показав результат 1 час 39 минут 12 секунд и уступив 24 минуты 34 секунды завоевавшему золото Эрику Ларссону из Швеции. Был знаменосцем сборной Испании на церемонии открытия Олимпиады.
Участвовал в международных соревнованиях в Германии, Швейцарии, Италии и Франции.
В 1945 году завершил выступления.
До 1987 года занимал пост директора горнолыжного курорта Вальгранде-Пахарес. В 1946—1977 годах был президентом Северной (позже Астурийской) федерации лыжного спорта, в 1961—1979 годах — делегатом провинции по вопросам образования, физкультуры и спорта. В течение семи лет был депутатом провинциального уровня, главой комиссии по туризму и спорту, президентом спортивного общества «Астур-Леонеса», почётным президентом Астурийской федерации зимних видов спорта.
Был членом Олимпийского комитета Испании.
Умер 27 декабря 1992 года в испанском городе Овьедо.
Награждён орденом Гражданских заслуг, медалями Астурии, «За спортивные заслуги», «За заслуги в туризме».

## Увековечение
В апреле 1978 года бронзовый бюст Хесуса Суареса-Вальгранде установлен на зимнем курорте Вальгранде-Пахарес.
В испанском городе Пола-де-Лена оздоровительный центр назван именем Хесуса Суареса-Вальгранде.

## Семья
Отец — Хосе Мария Суарес (?—1924), испанский строитель и пропагандист лыжных гонок.
У Хесуса было 15 братьев и сестёр, в том числе сёстры Кончита и Виргиния, выигрывавшие чемпионат Испании по лыжным гонкам в 1943 и 1944 годах.